# XO-5b
XO-5b是一顆距離地球約850光年的系外行星，位於天貓座。該行星是由XO望遠鏡以凌日法發現於2008年5月，HATNet 也獨立發現了該行星。XO-5b的質量和半徑都稍大於木星。它和屬於黃矮星的母恆星相當接近，只有0.0488天文單位，被認為是熱木星。它的軌道週期只有4.188日（100.5小時）。

## 外部連結
维基共享资源上的相關多媒體資源：XO-5b
- . Exoplanets.   [2008-08-06]. （原始内容存档于2016-03-03）.